# Seokgatap
Pour les articles homonymes, voir Pagode Sakyamuni.
Seokgatap, littéralement la pagode Sakyamuni, est une pagode à trois niveaux en pierre située dans la cour du temple Bulguksa sur les pentes du Tohamsan (ko) à Gyeongju, en Corée du Sud. Elle a été construite aux alentours de 751, date de la fin de la construction du temple. Elle a été désignée trésor national no  21 et est considérée comme l’archétype de nombreuses pagodes coréennes construites ultérieurement. Le plus ancien texte imprimé au monde a été retrouvé dans le reliquaire enfermé dans cette pagode.

## Description

Schéma indiquant le nom des éléments constitutifs de la pagode

Seokgatap date de la période du Silla unifié et a été construite au bord de la capitale de ce royaume dans un temple bouddhiste. Haute de 8,2 mètres, Seokgatap se distingue par sa simplicité, l'équilibre de ses proportions et la grâce de ses éléments décoratifs. Sa simplicité est renforcée par l’absence de gravures et de sculptures sur ses façades. De forme carrée, elle repose sur une plate-forme de deux étages et s'élève sur trois niveaux dont les dimensions suivent un rapport 4:3:2 et dont le bord est légèrement relevé. Elle est surmontée d’un fleuron superposant notamment de manière classique le bol de rosée, une série d’anneaux, la flamme d’eau, le véhicule du dragon et le joyau sous la forme d’une perle. À sa base, elle est entourée par huit dalles rondes au décor de lotus qui marquent les huit principaux points cardinaux. La construction de la pagode est faite par un assemblage de grandes pierres taillées ; celle formant le deuxième étage a par exemple un poids de six tonnes. Elle est essentiellement construite à partir de granite provenant de Namsan, la montagne d’en face, à l’exception du fleuron et d’une partie des fondations composés de granite local. Cette différence de matériau est due au fait que le fleuron d’origine a disparu avant le XVIe siècle et qu’il a été recréé en 1973 en prenant celui de la pagode de Silsangsa (en) comme modèle.
Seokgatap forme un contraste prononcé par rapport à la deuxième pagode située dans la même cour, Dabotap, dédiée à Prabhūtaratna (en), le Bouddha des nombreux trésors puisque cette dernière est richement ornée. Seokgatap, la pagode de l’ouest, représente le Bouddha du présent tandis que Dabotap, la pagode de l’est, représente le Bouddha du passé. Ensemble, elles illustrent un passage du sutra du Lotus.

## Reliques

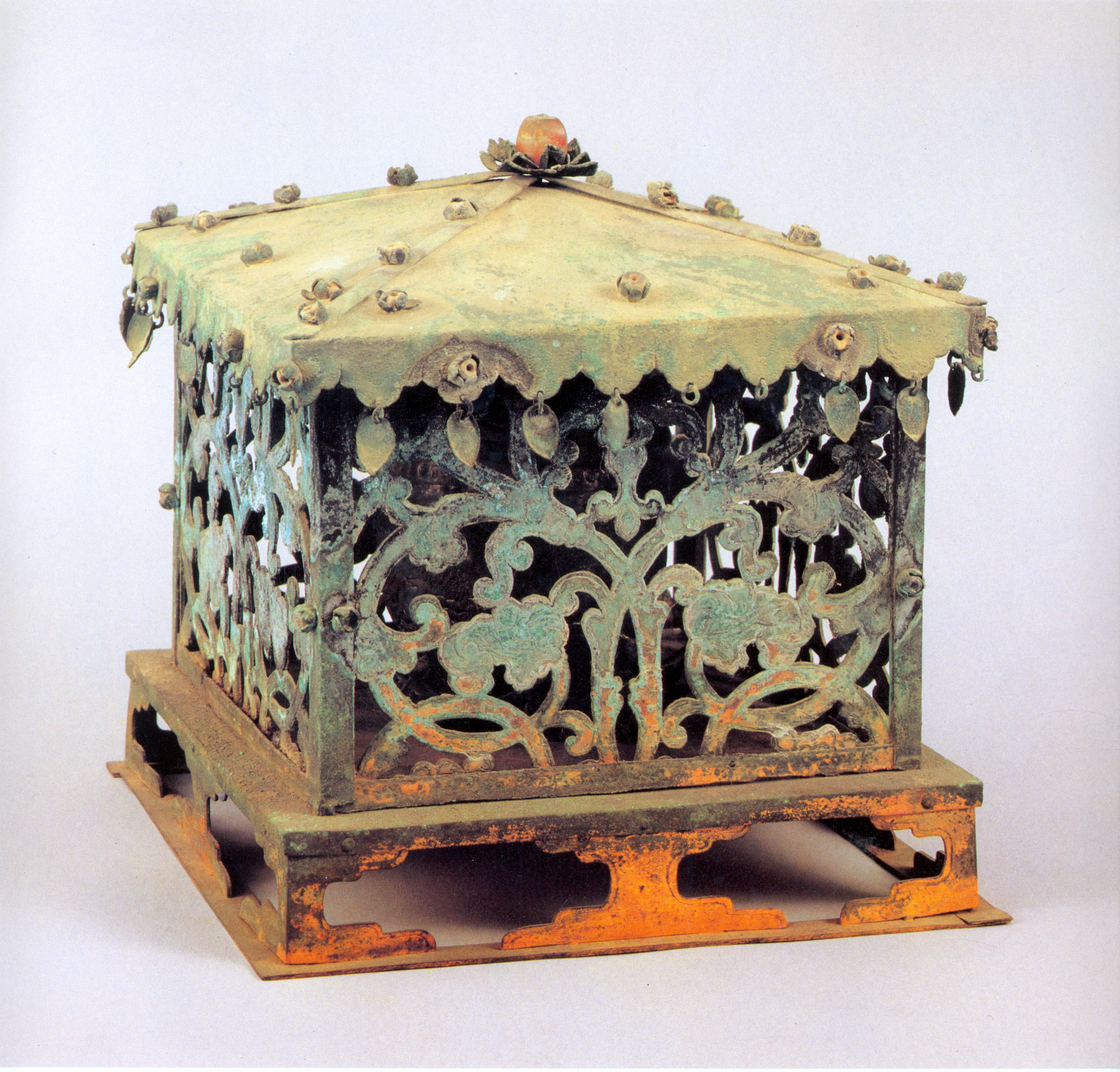
Reliquaire de Seokgatap

De nombreuses pagodes servent à abriter des reliques. Celles de Seokgatap ont été découvertes en 1966 lorsque des voleurs ont tenté de la faire exploser avec de la dynamite. Le bruit ayant alerté les moines, les pilleurs ont dû repartir avant de pouvoir emmener les objets contenus à l’intérieur. Il s’agit notamment de :
- un coffret en bronze doré décoré de fleurs de lotus renfermant des fioles à sarira, les cendres de maîtres spirituels du bouddhisme. Les urnes funéraires sont en or, en argent ou en bois.

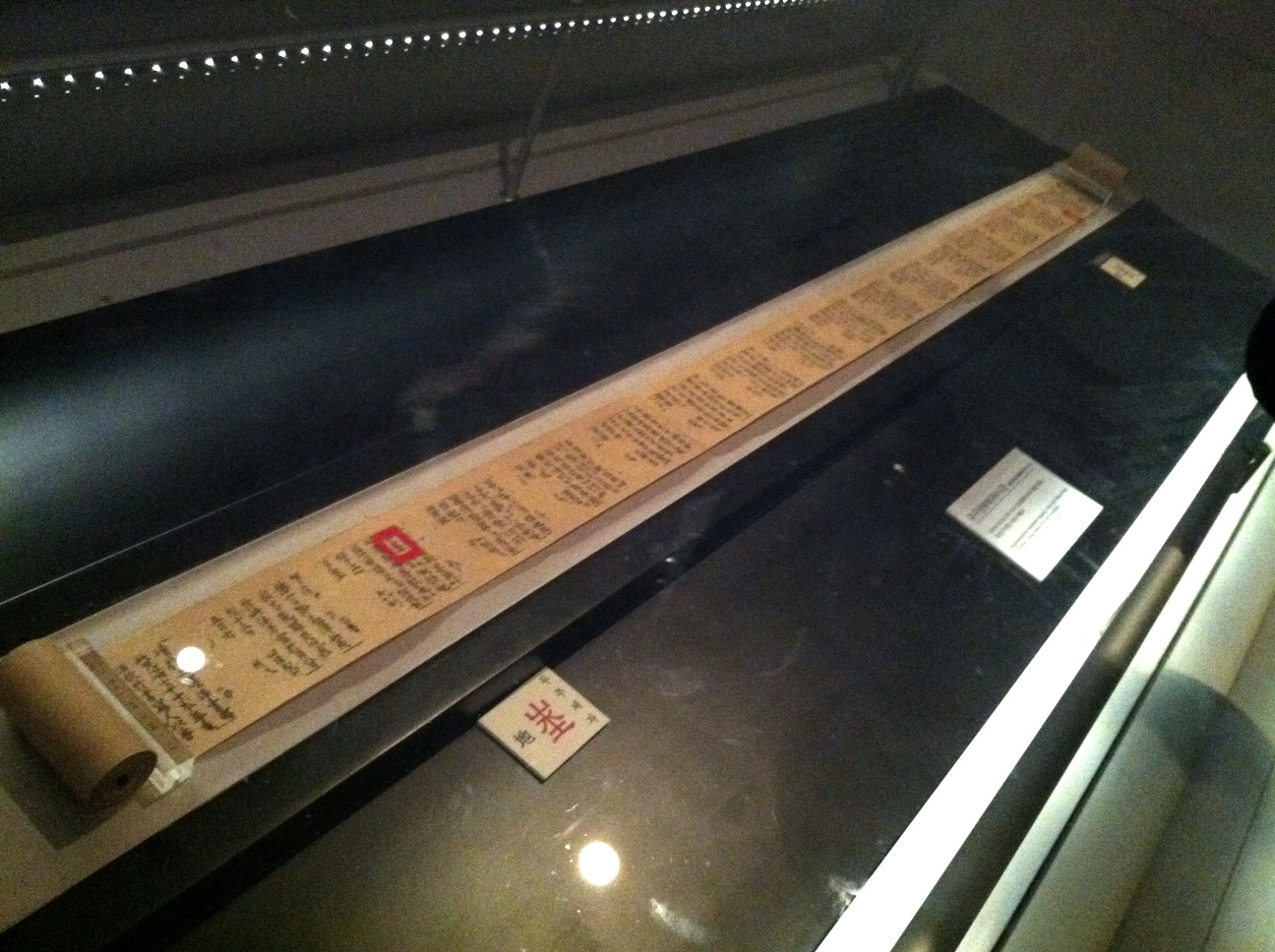
Réplique du dharani sutra, texte xylographié vers 751

- un des plus anciens textes imprimés à partir de blocs de bois, le Grand Dharani Sutra de la Lumière Pure et Immaculée, qui est donc antérieur à 751. C’est un rouleau de papier engainé dans de la soie et faisant 620 cm de long pour 8 cm de hauteur. Il comporte 8 à 9 caractères par ligne. L’encre a subi des détériorations et le rouleau a été restauré en 1988-89. Une réplique est exposée au musée national de Corée.

- une liasse de papiers repliés et dégradés qui a longtemps résisté à son déchiffrement. Il s’est avéré que le premier texte est un dharani (pages 1-14) et qu’il est suivi par les noms des personnalités et des moines qui ont fait des dons pour la rénovation de la pagode en 1038 (pages 15-46), les registres des rénovations de la pagode (mars 1024, pages 47-78) et le registre de l’intégralité de ce processus (janvier 1038, pages 79-94)[6].

- une image et un miroir en bronze, une pagode miniature en bois, de la soie, du parfum, des perles et des bijoux en forme de larme.

Ils ont été classés trésor national n° 126 et la plupart d’entre eux sont conservés au musée central du bouddhisme (ko) de l’ordre Jogye à Séoul tandis que des copies ont été replacées dans la pagode.
La pagode a été intégralement restaurée et démontée en 2012-14 pour un budget total de 3 milliards de wons (env. 2,3 millions d’euros), également dans l’espoir de trouver d’autres vestiges.

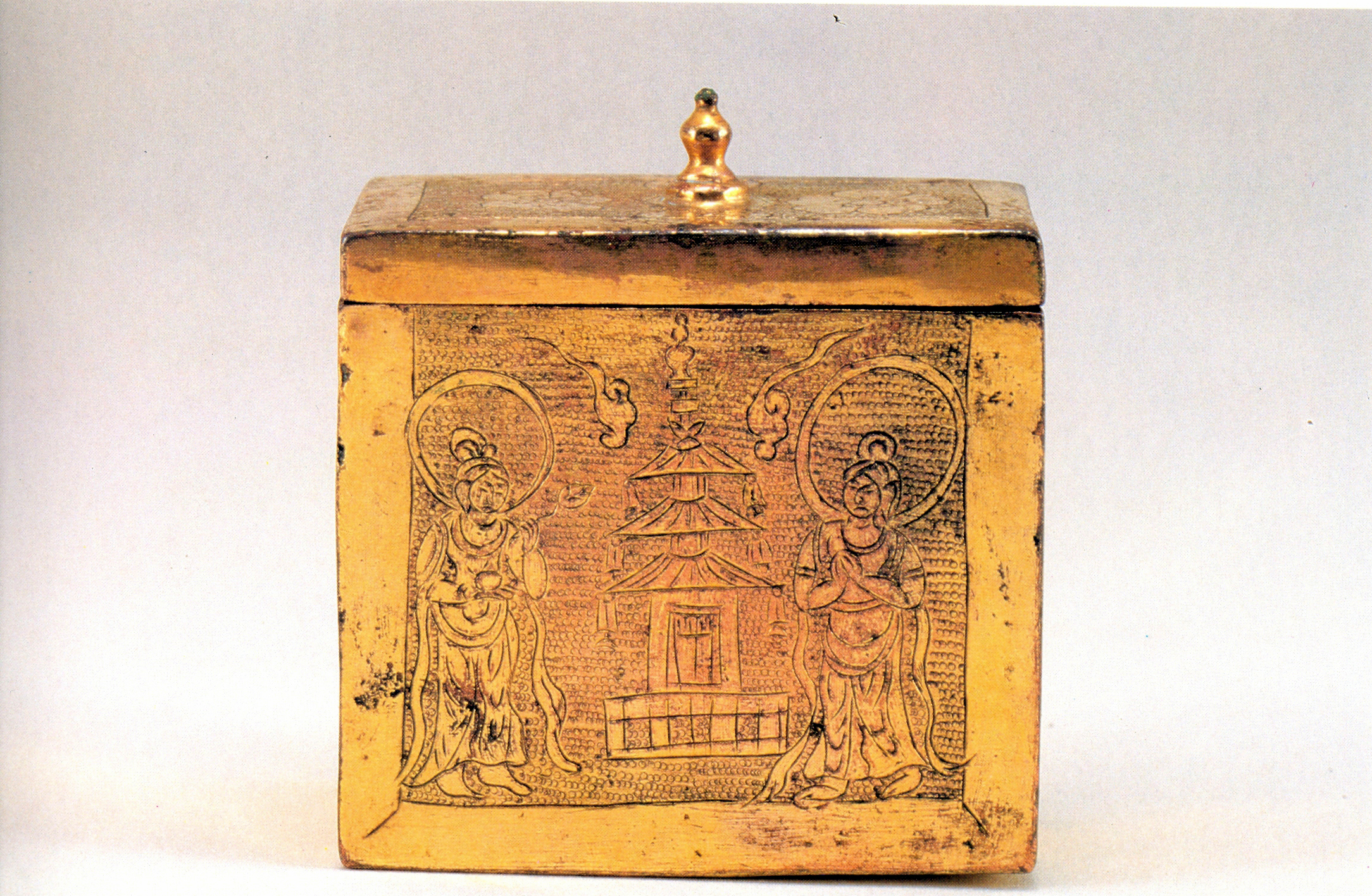
Urne en or
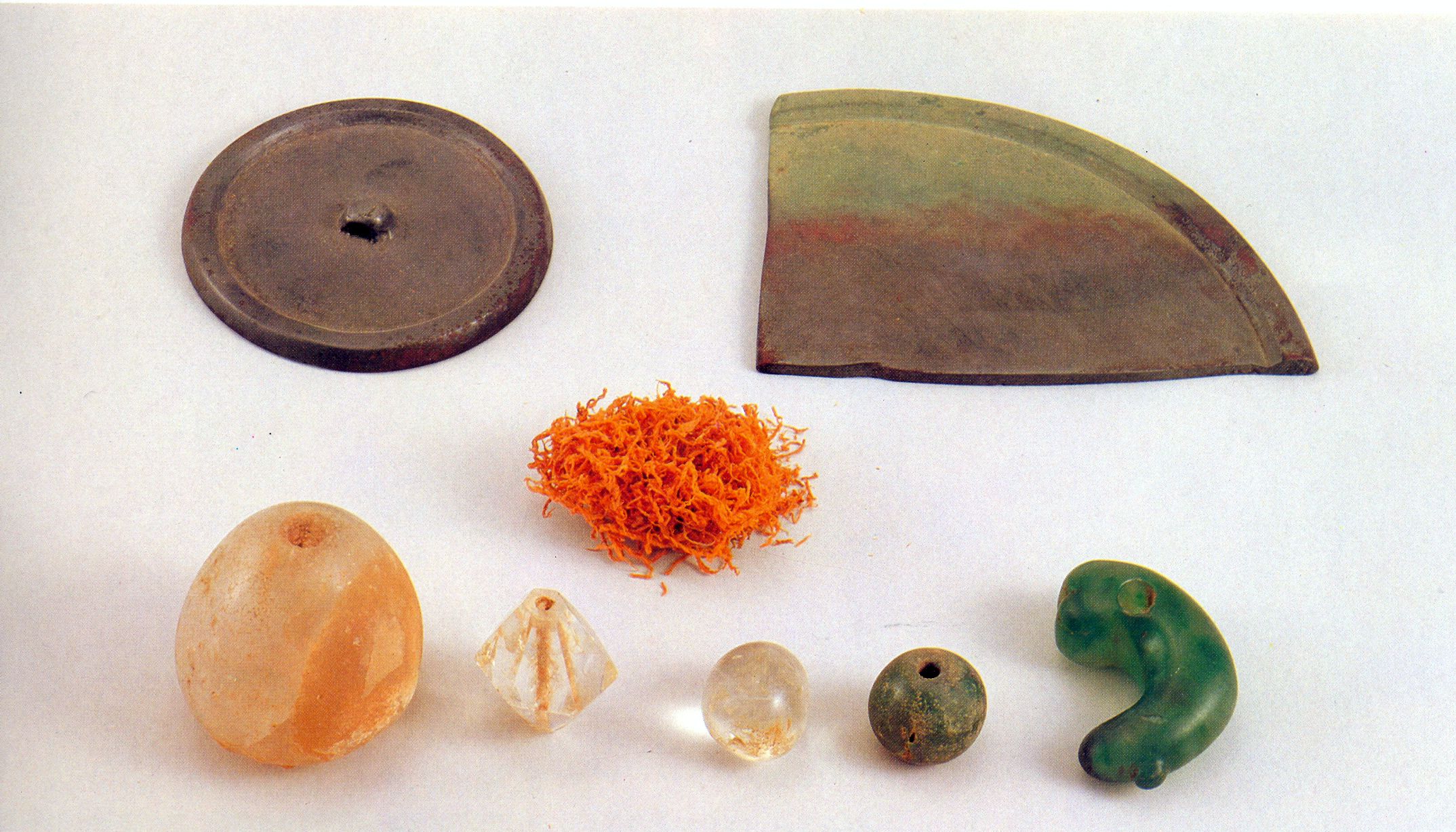
Perles et gogok
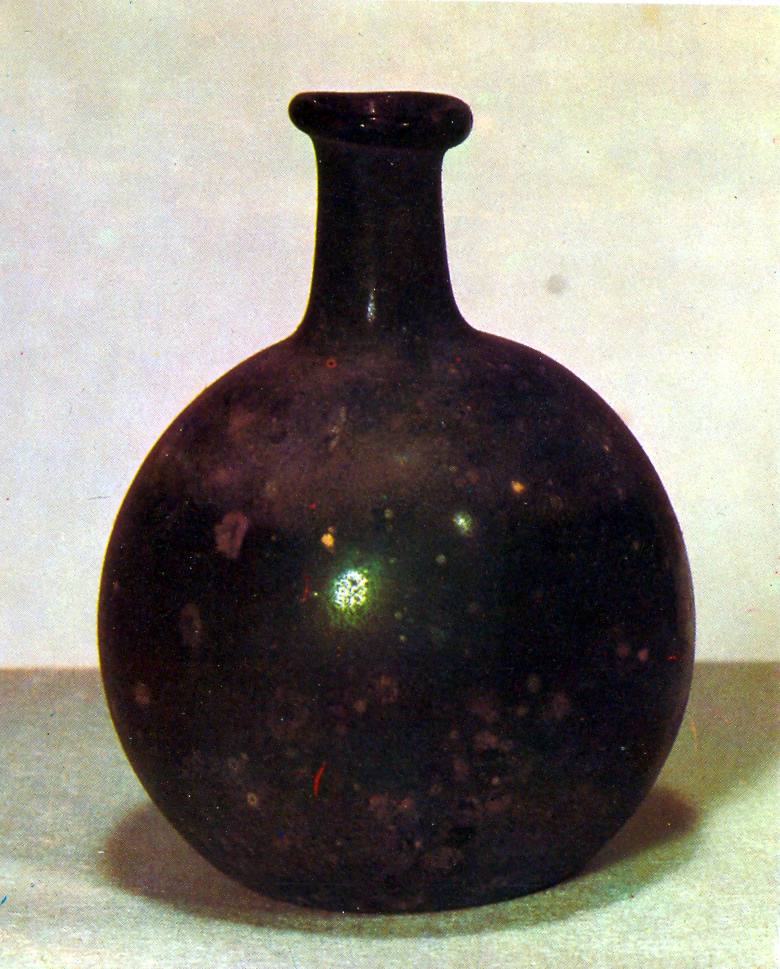
Urne en verre
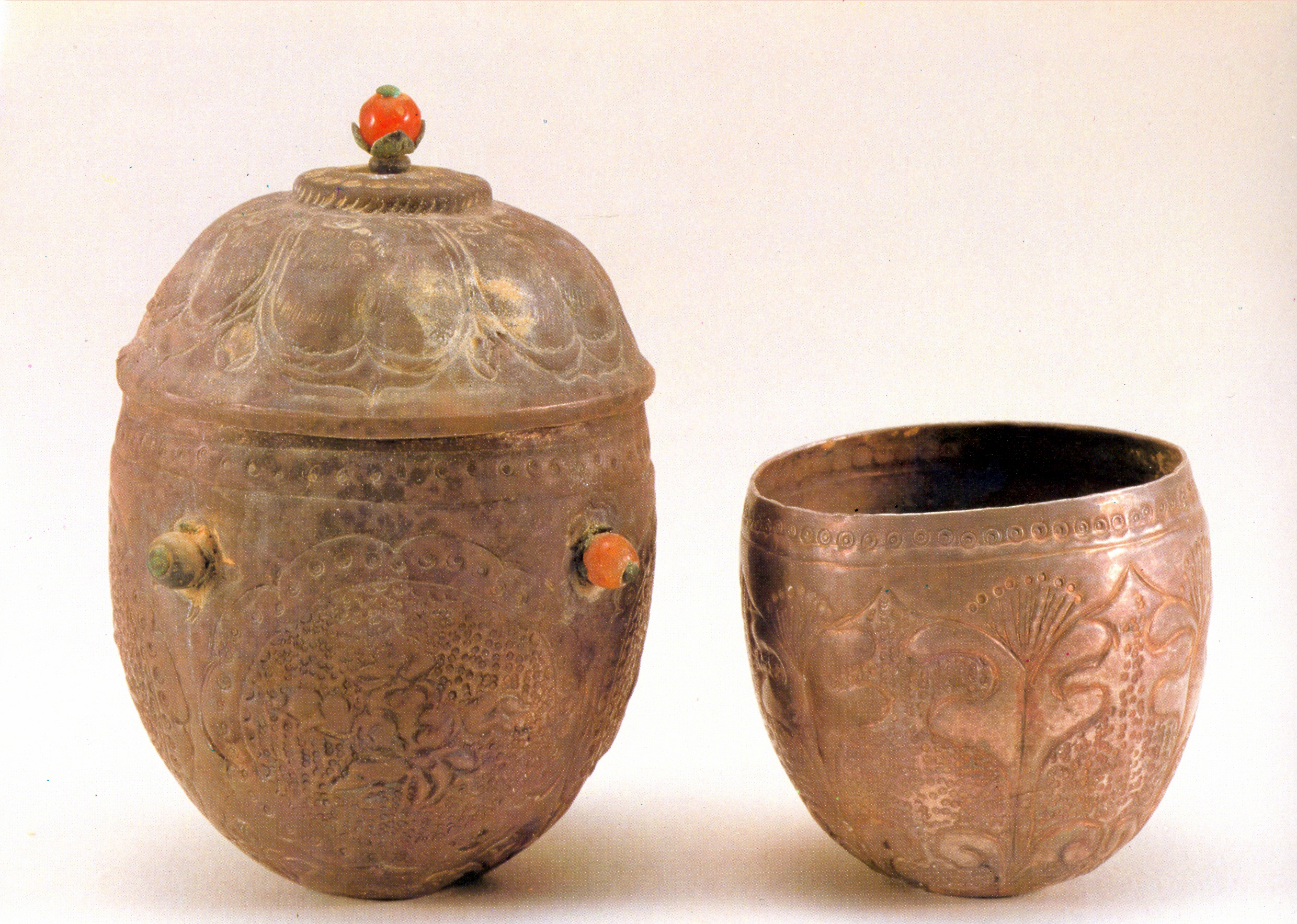
Urne en argent